# Volba izraelského prezidenta 1978

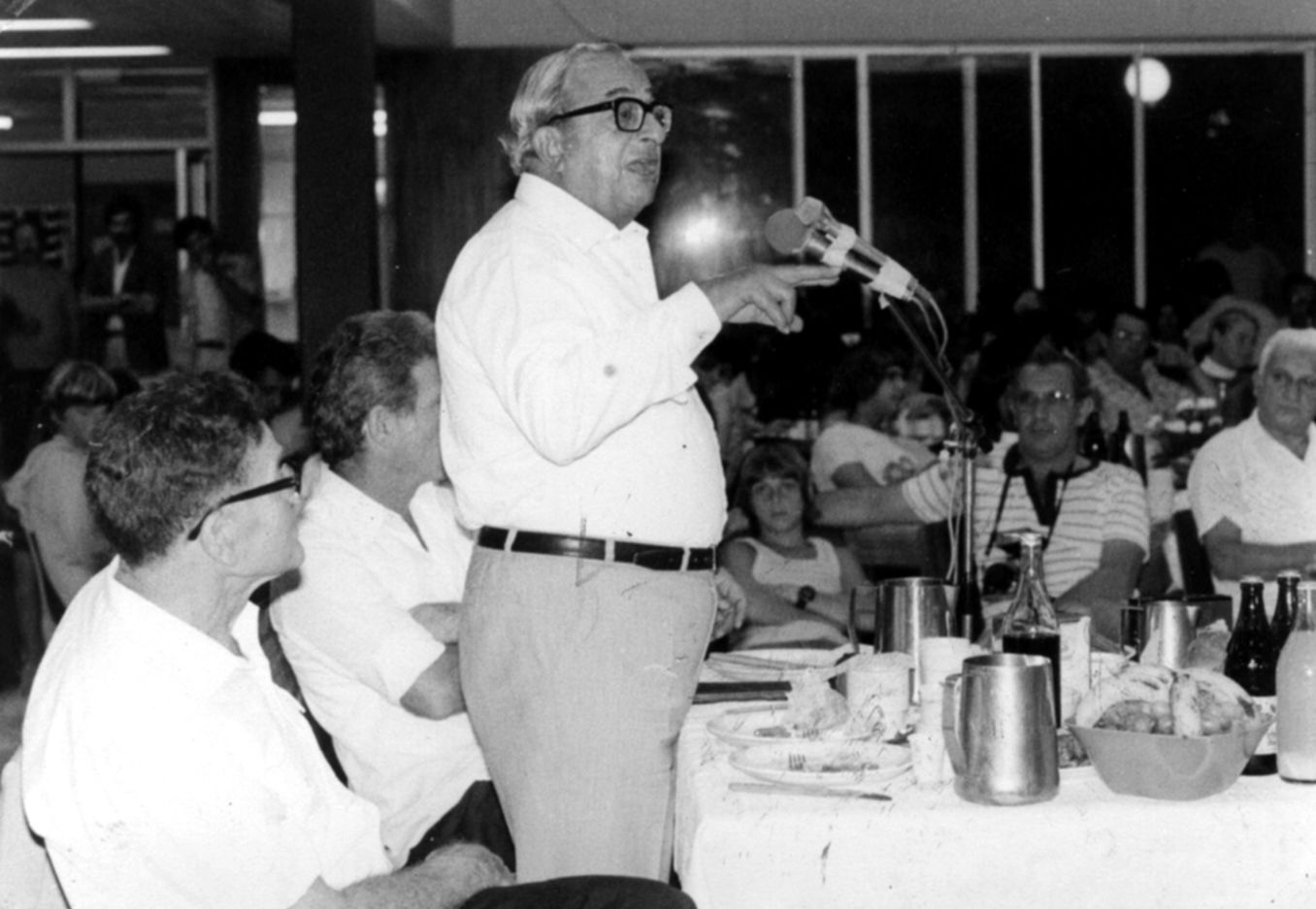
Vítězem voleb se stal Jicchak Navon, který neměl žádného protivníka.

Volba izraelského prezidenta se v Knesetu konala 19. dubna 1978 po vypršení prvního pětiletého funkčního období Efrajima Kacira, který se odmítl ucházet o zvolení do druhého funkčního období z důvodu nemoci manželky Niny. Jediným kandidátem byl poslanec, spisovatel a dramatik Jicchak Navon, navržený stranou Ma'arach. Ve volbě získal 86 hlasů a 23 hlasovacích lístků bylo odevzdáno prázdných. Dne 29. května téhož roku složil slavnostní přísahu a nastoupil do úřadu prezidenta.

## Výsledky
| kandidát         | hlasů |
| ---------------- | ----- |
| pro              | 86    |
| proti            | 0     |
| prázdných lístků | 23    |
| zdrželo se       | 11    |
| celkem           | 120   |